# Hapigiodes xoloti
Hapigiodes xoloti är en fjärilsart som beskrevs av William Schaus 1892. Hapigiodes xoloti ingår i släktet Hapigiodes och familjen tandspinnare. Inga underarter finns listade i Catalogue of Life.